# Compagnie des chemins de fer à voie étroite de Châteaubriant à Erbray et extensions
La Compagnie des chemins de fer à voie étroite de Châteaubriant à Erbray et extensions est une société anonyme constituée en 1887.

## Réseau
- Tramway d'Erbray